# Amonal

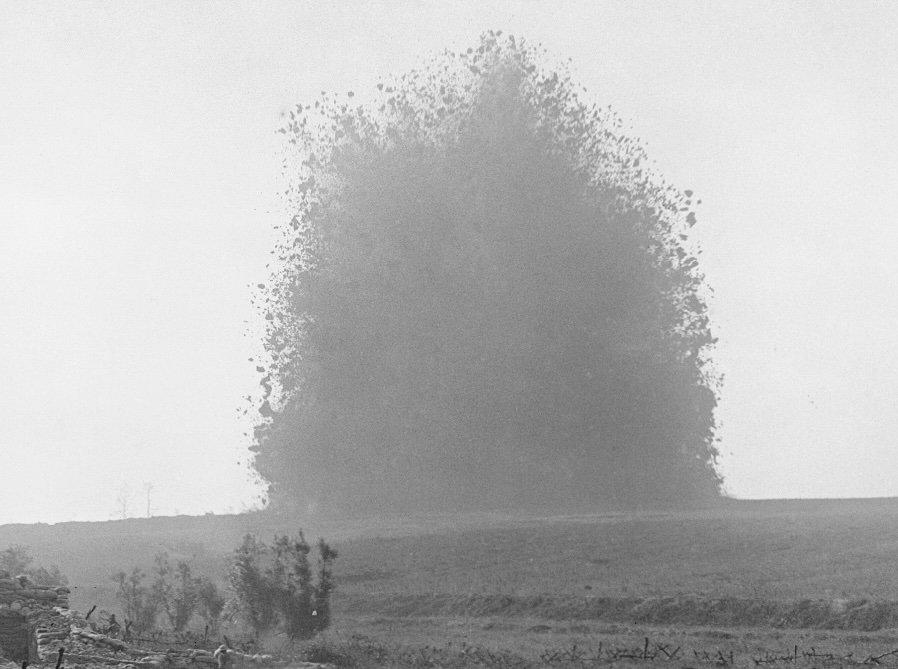
Výbuch amonalu

Amonal (též ammonal) je označení pro výbušninu se dvěma významy: více historickým, kde se tímto pojmem označovala směs TNT, práškového hliníku a dusičnanu amonného a moderní význam, kde pojem amonal označuje směs dusičnanu amonného s práškovým hliníkem, popř. směs dusičnanu amonného, práškového hliníku a dalšího práškového paliva jako je moučkový cukr či velmi jemné uhlí. Lze se také setkat s pojmem AN/AL, popř. ANAL. Tyto pojmy jsou pro svoji možnou pejorativnost a zaměnitelnost téměř nepoužívány.
Amonaly se vyskytují ve váhovém poměru od přibližně 95 % dusičnanu amonného a 5 % práškového hliníku po 60 % dusičnanu amonného a 40 % práškového hliníku. Nejvíce citlivé na iniciaci jsou směsi s 5 % práškového hliníku (s aditivy se prodávají v USA pod názvy jako je Tannerit pro střelce jako explozivní terče). Nejvyšší detonační rychlost a brizanci mají směsi s 10 % práškového hliníku a nejsilnější tlakovou vlnu a záblesk mají směsi s 35-40 % práškového hliníku. Směsi s vyšším obsahem hliníku už nejsou explozivní a tedy nejsou výbušninou. Směsi s obsahem hliníku pod přibližně 15 % generují nažloutlý až oranžovo-žlutý dým s obsahem oxidů dusíku a slabé záblesky, směsi nad touto hranicí produkují bílý dým a silné žluté záblesky.
Běžná hustota amonalu je kolem 0,9 - 1,0 g·cm−3 a běžná detonační rychlost je lehce pod 5000 m/s (4500 m/s). Amonal 90/10 vyvíjí detonační rychlost lehce nad 4500 m/s s detonačním tlakem Pcj okolo 50 - 80 kbar. Více stlačené směsi (nad cca 1,25 g·cm−3) nemusí detonovat či nejsou explozivní. Stejně tak amonal s hustotou pod 0,5 g·cm−3 nemusí detonovat. Pro iniciaci detonace je u většiny směsí nutná rozbuška, typicky 3 g třaskaviny v jednosložkové rozbušce či několik stovek mg třaskaviny s 1-2 g ETN nebo PETN v rozbušce dvojsložkové. Amonaly nad 30 % obsahu hliníku, popř. vlhké amonaly mohou potřebovat 10g počinové tělísko (PETN, ETN, Semtex, ...).
Zlatým standardem je amonal 80/20, který má přibližně nulovou kyslíkovou bilanci. I přes tento fakt většina hliníku vyhoří v okolí nálože, neboť rychlost hoření hliníkových částic je relativně malá (milisekundy). Amonal 80/20 je tedy termobarickou výbušninou s intenzivním žlutým zábleskem při explozi. Směsi s obsahem hliníku 25-40 % mají srovnatelný či silnější impulz tlakové vlny než čistý hexogen, jde tedy z hlediska tlakové vlny o velmi silné výbušniny.
Amonaly jsou hygroskopické a proto musí být uchovávány v uzavřeném obalu. Při vysokém obsahu vlhkosti a teplotách nad 40 °C může po několika týdnech či měsících dojít k samozápalu a hoření. Amonal s obsahem vody nad přibližně 8 % nedetonuje. Proto je na jeho výrobu použít dobře rozemletý a usušený dusičnan amonný. Použitý práškový hliník by měl mít částice menší než 65 mikrometrů.
Jak již bylo výše zmíněno, amonaly s 5% obsahem hliníku a aditivy mohou být detonovány puškovou střelou (nad cca 800 m/s). Komerčně prodávané směsi obsahují aditiva, např. přibližně 10 % chloristanu amonného pro zvýšení spolehlivosti. Amonal 95:5 lze odpálit puškovou střelou i bez aditiv (za předpokladu, že je dusičnan amonný velmi jemný prášek, důkladně vysušen a řádně smíchán s hliníkem. Odpal střelou z pušky je relativně jednoduchý a bezpečný a proto je v Kanadě a USA zpřístupněn amonal široké veřejnosti.